# Lijst van houtsoorten
Dit is een overzicht van houtsoorten.

## A
Abachi · Abarco · Abiurana · Abura · Afrikaans grenadille · Afrikaans padoek · Afrormosia · Afzelia · Ahorn · Aldina · Alerce · Alone · Amape · Amburana · Andira · Andiroba / Krappa · Angelim pedra · Angelim vermelho · Aniegré · Antiaris · Appel · Araracanga · Aspen · Avodiré · Azijnhout · Azobé

## B
Bahia rozenhout · Balau · Balsa · Bangkirai · Basralocus · Berken · Beuken · Bilinga· Bintangor · Blue gum · Bodo · Bomanga · Bossé · Brazielhout · Bruinhart · Bubinga · Buxus

## C
Cambara · Cabreuva · Cederhout · Cedrorana · Chacate preto · Cocobolo · Cocus · Coromandel · Cumaru · Curupay · Curupixa

## D
Dabéma · Danta · Demerara groenhart · Dennen · Dibétou · Douglas · Doerian

## E
Ebben · Eiken · Elzen · Esdoorn · Essen · Essessang · Essia · Eyong

## F
Faveira amargosa · Framiré · Freijo · Fuma

## G
Garapa · Geronggang · Gerutu · Giam · Gonçalo alves · Grenen · Groenhart · Grumixava · Guariuba · Guatambu

## H
Haagbeuken · Hemlock · Hickory (zie Carya) · Hulst

## I
Iepen · Igaganga · Ilomba · Imbuia · Incense cedar · Incienso · Ipé · Iroko · Itaúba · Izombé

## J
Jarrah · Jatoba · Jelutong

## K
Kanda · Fuma · Kapur · Karri · Kastanje · Kauri · Kembang semangkok · Kempas · Kersen · Keruing · Khaya · Kopie · Kosipo · Koto · Kwarie

## L
Lapacho · Lariks · Lauan · Letterhout · Limba · Limbali · Linden · Tulpenboomhout

## M
Mahonie · Makoré · Manbarklak · Mandioqueira · Manio · Mansonia · Massaranduba · Matakki · Matoa · Mecrusse · Mengkulang · Meranti · Merbau · Mersawa · Moabi · Mora · Moral · Movingui · Muhuhu · Mukulungu · Muninga · Mutenye · Myrtle beech

## N
Naga · Nargusta · Niangon · Niové · Noten · Nyatoh

## O
Ogea · Okan · Okoumé · Olijfhout · Oregon pine · Ovangkol

## P
Paardenkastanje · Afrikaans padoek · Palissander · Palmhout · Panga panga · Parana pine · Pau amarelo · Pau rosa · Peren · Pernambuco · Peroba de campos · Peroba rosa · Piquia · Pitch pine · Platanen · Podo · Pokhout · Populieren · Possentrie · Pencil ceder · Purperhart

## Q
Quaruba · Quarubarana

## R
Radiata pine · Ramin · Western redcedar· Robinia · Bahia rozenhout · Rubberwood

## S
Saligna gum · Sapeli · Sapupira · Satijnhout · Satijnnoten · Sen · Sepetir · Seraya · Sipo · Soemaroepa · Soft pine · Southern pine · Spruce Pine · Sucupira · Sucupirana · Sugi · Sycomore

## T
Tabaca · Tali · Tamme kastanje · Tasmaans eiken · Tasua · Tatajuba · Tauari · Taxus · Tchitola · Teak · Tepa · Tiama · Tola branca · Tulipwood · Tulpeboomhout

## U
Uchi torrado

## V
Vera pok · Virola · Vitex · Vuren

## W
Waaibomenhout · Walaba · Noten · Wamba · Wane · Wengé · Westelijke hemlock · Wilgen

## IJ
IJzerhart · Yellow Balau · Yellow Birch

## Z
Zapatero · Zebrano

## Afbeeldingen van hout

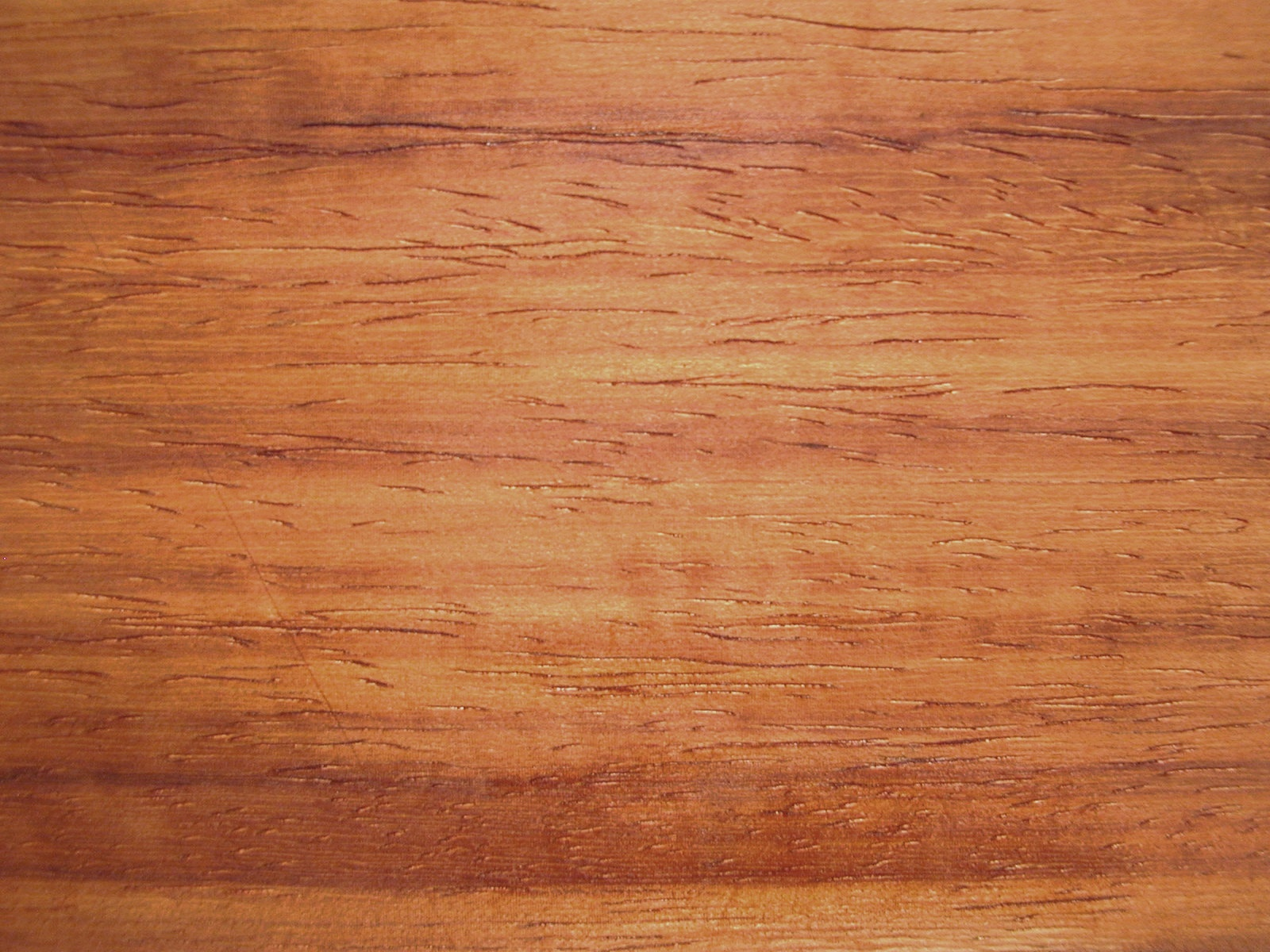
padoek
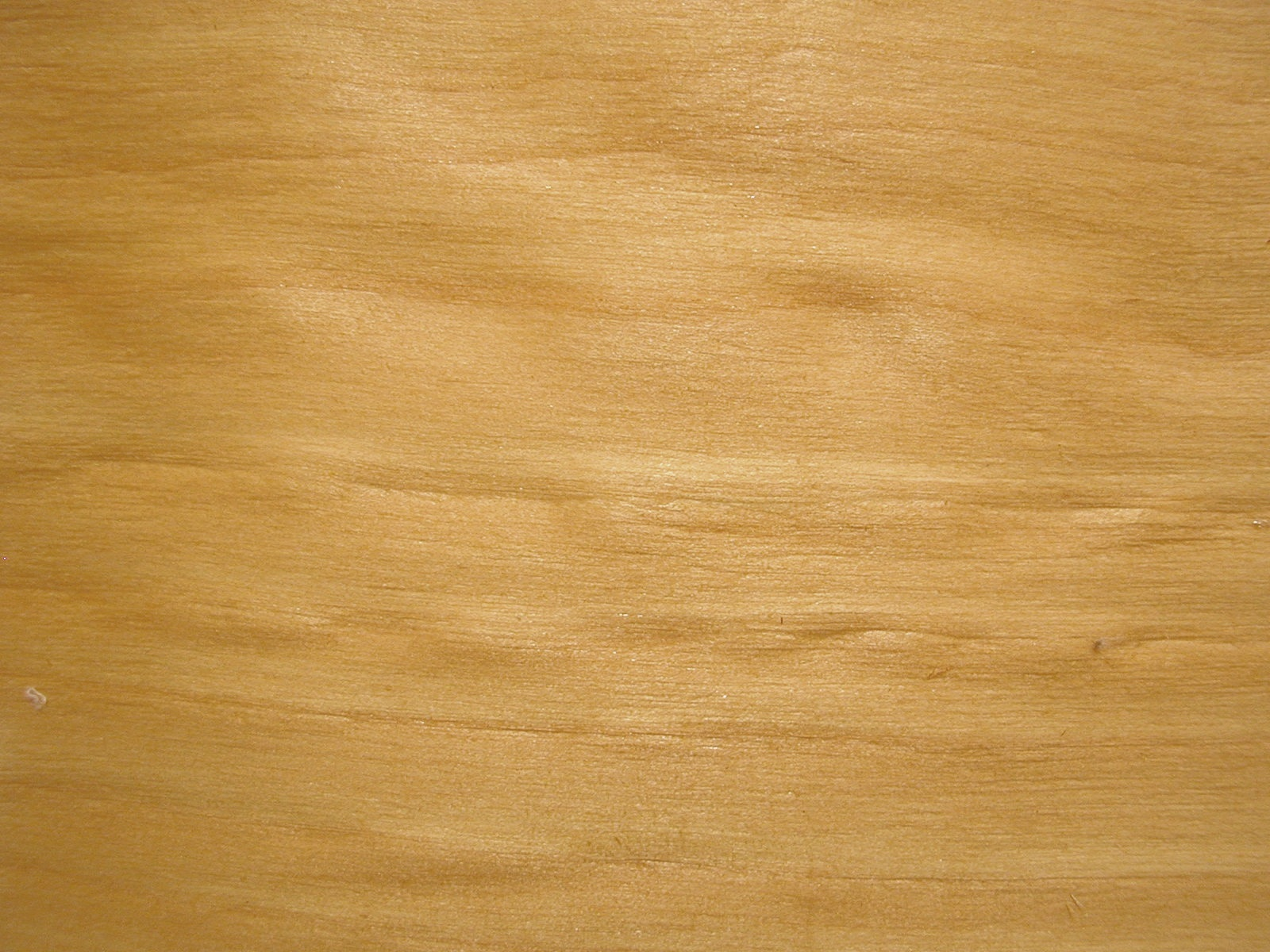
Berken
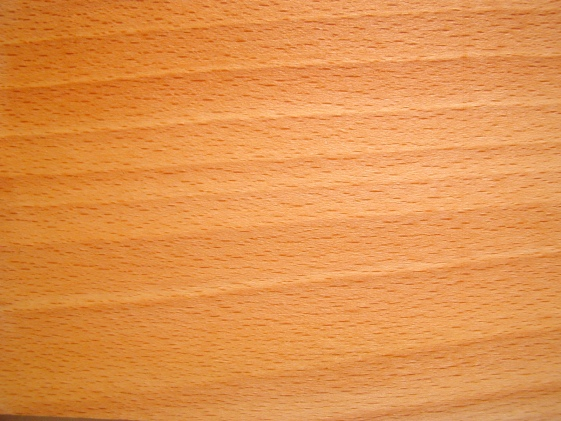
Beuken
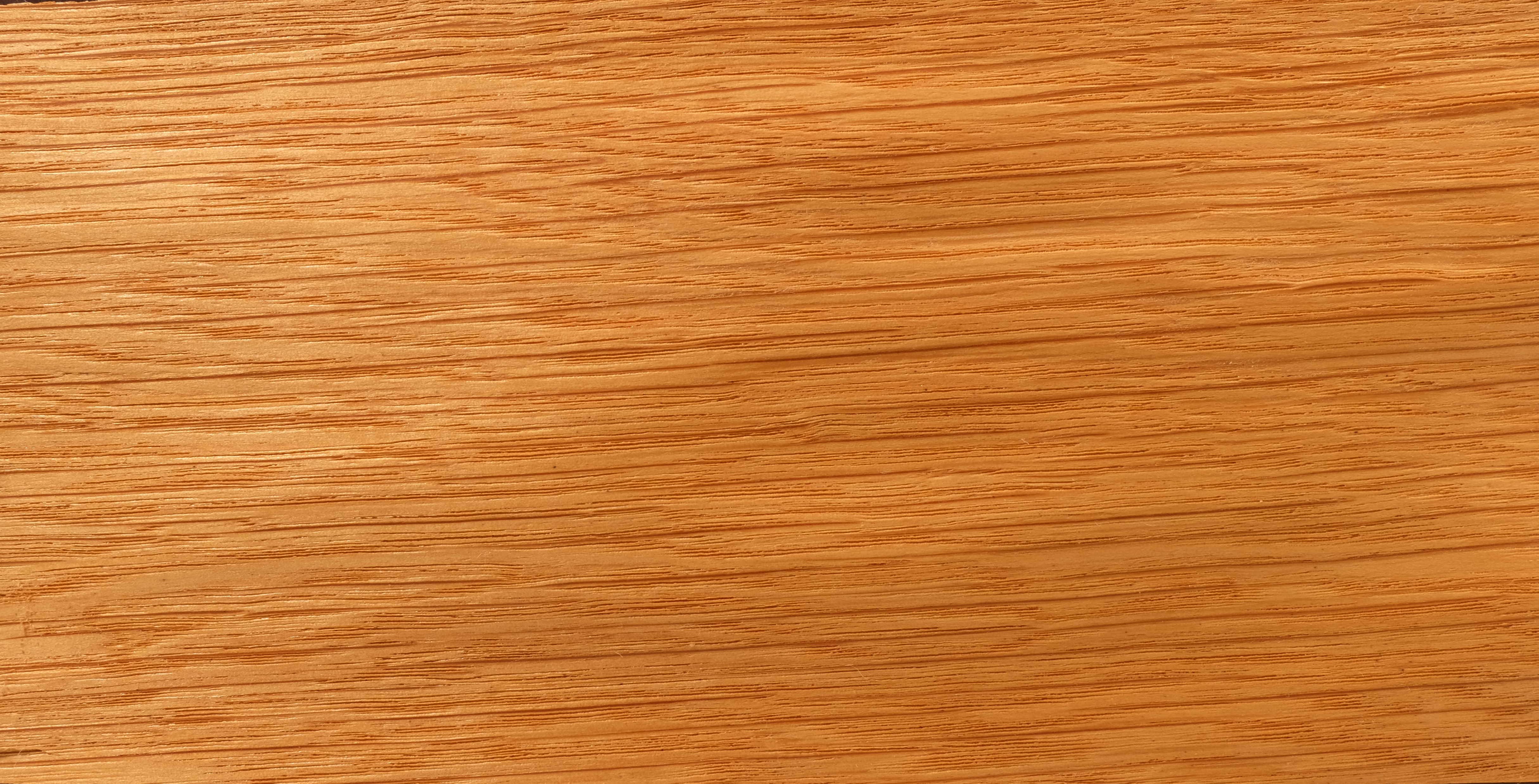
Eiken
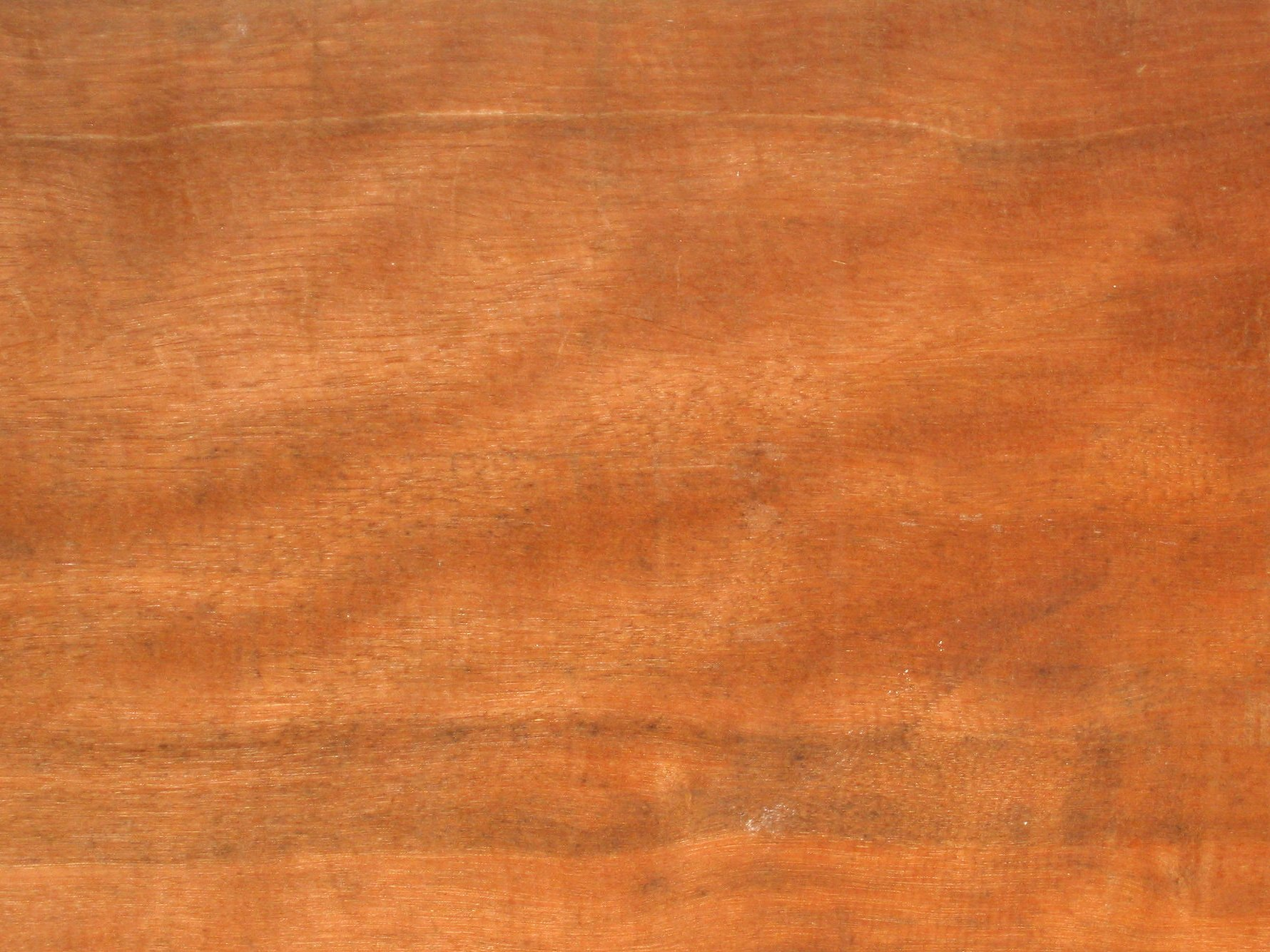
Bilinga
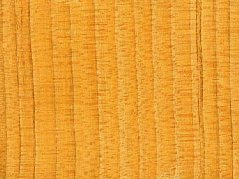
Ceder
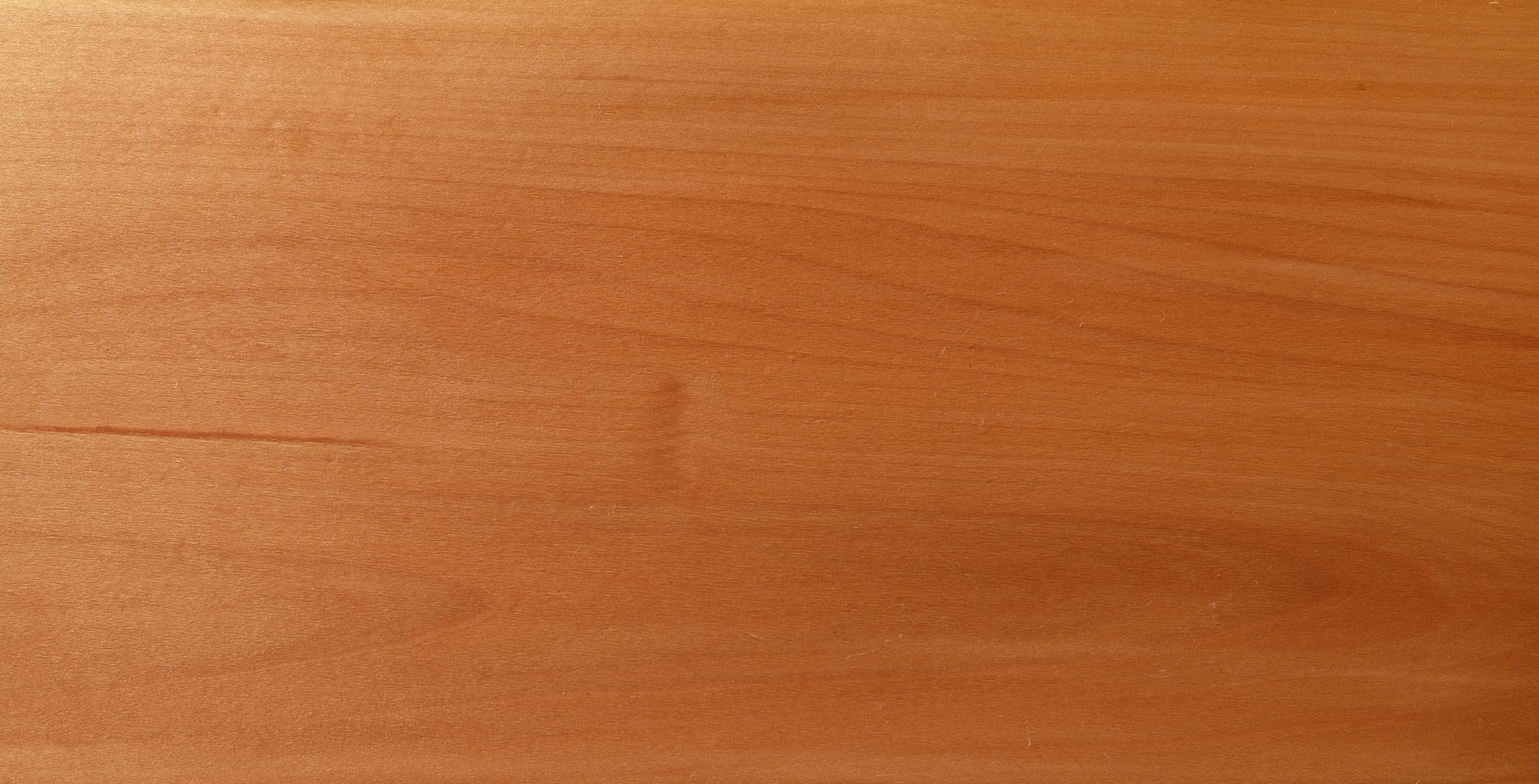
Elsbeshout
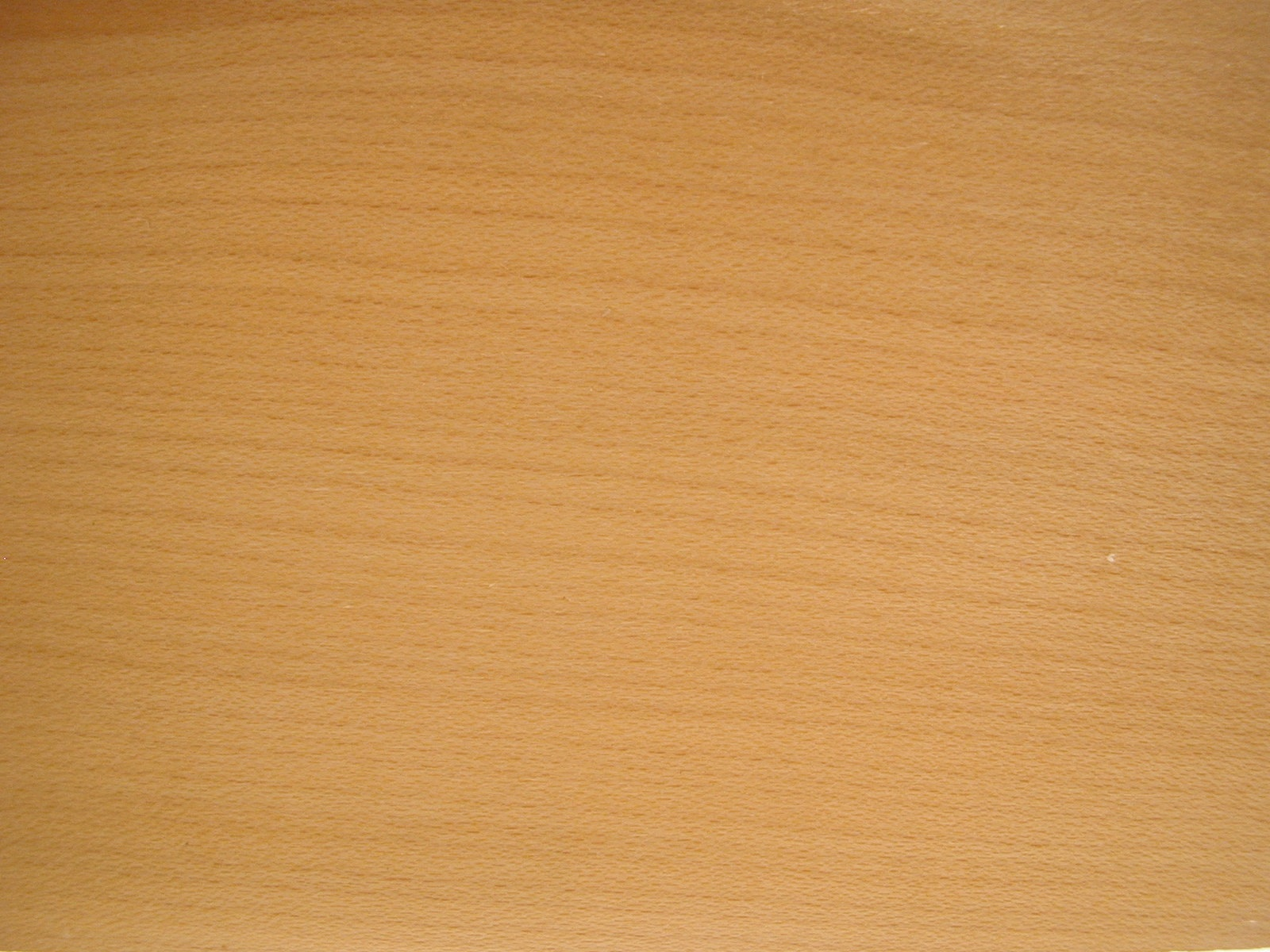
Esdoorn
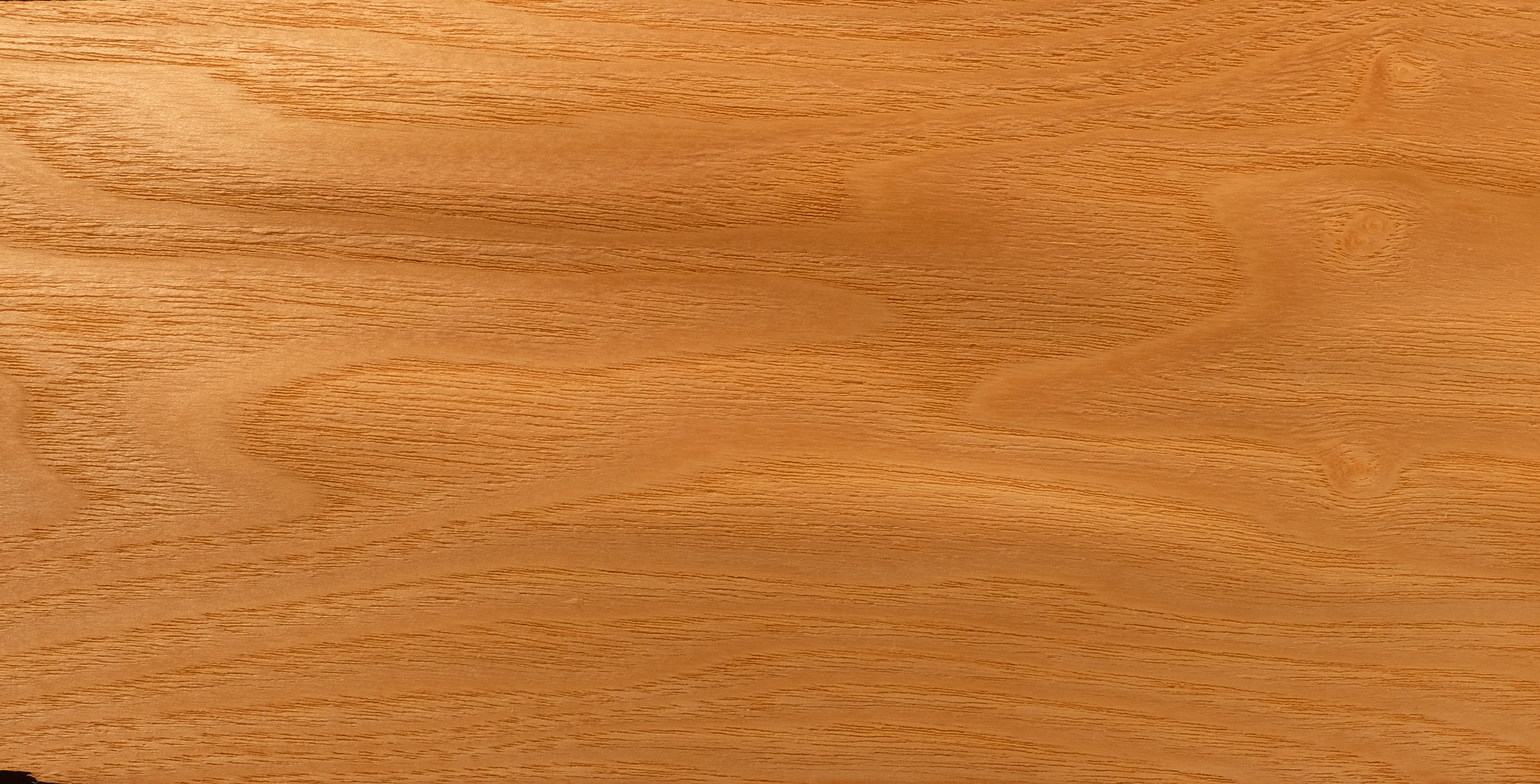
Essen
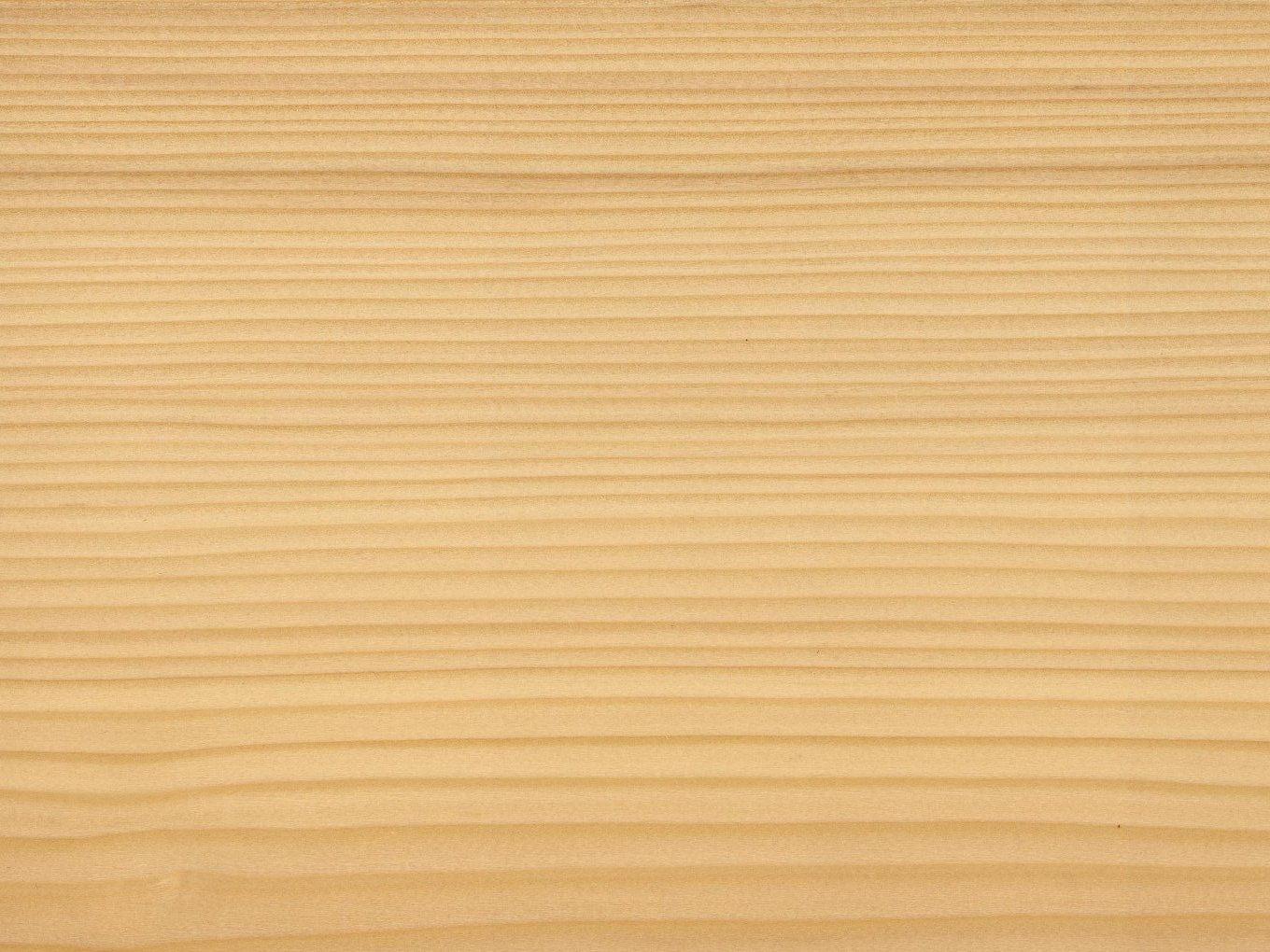
Dennen
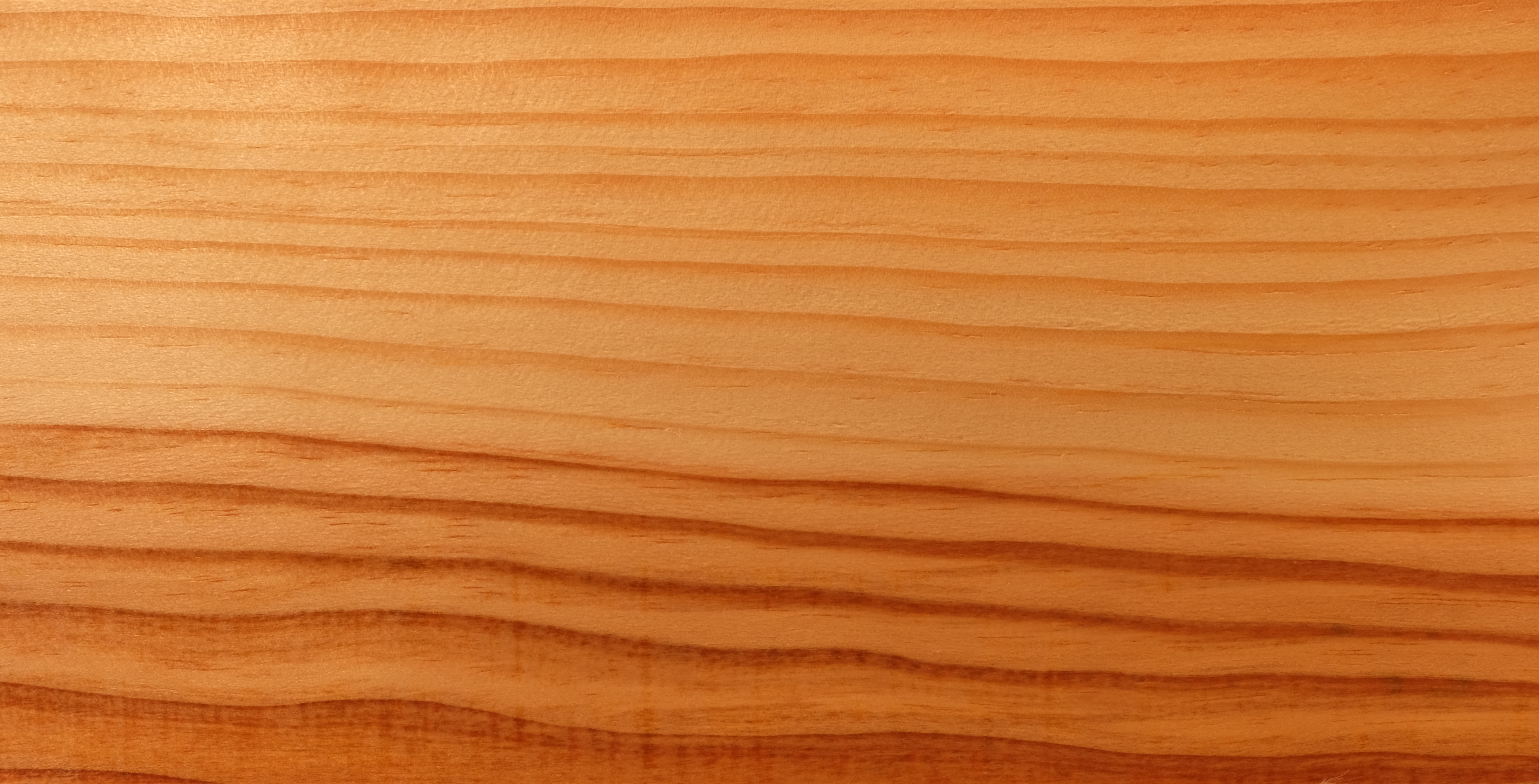
Grenen
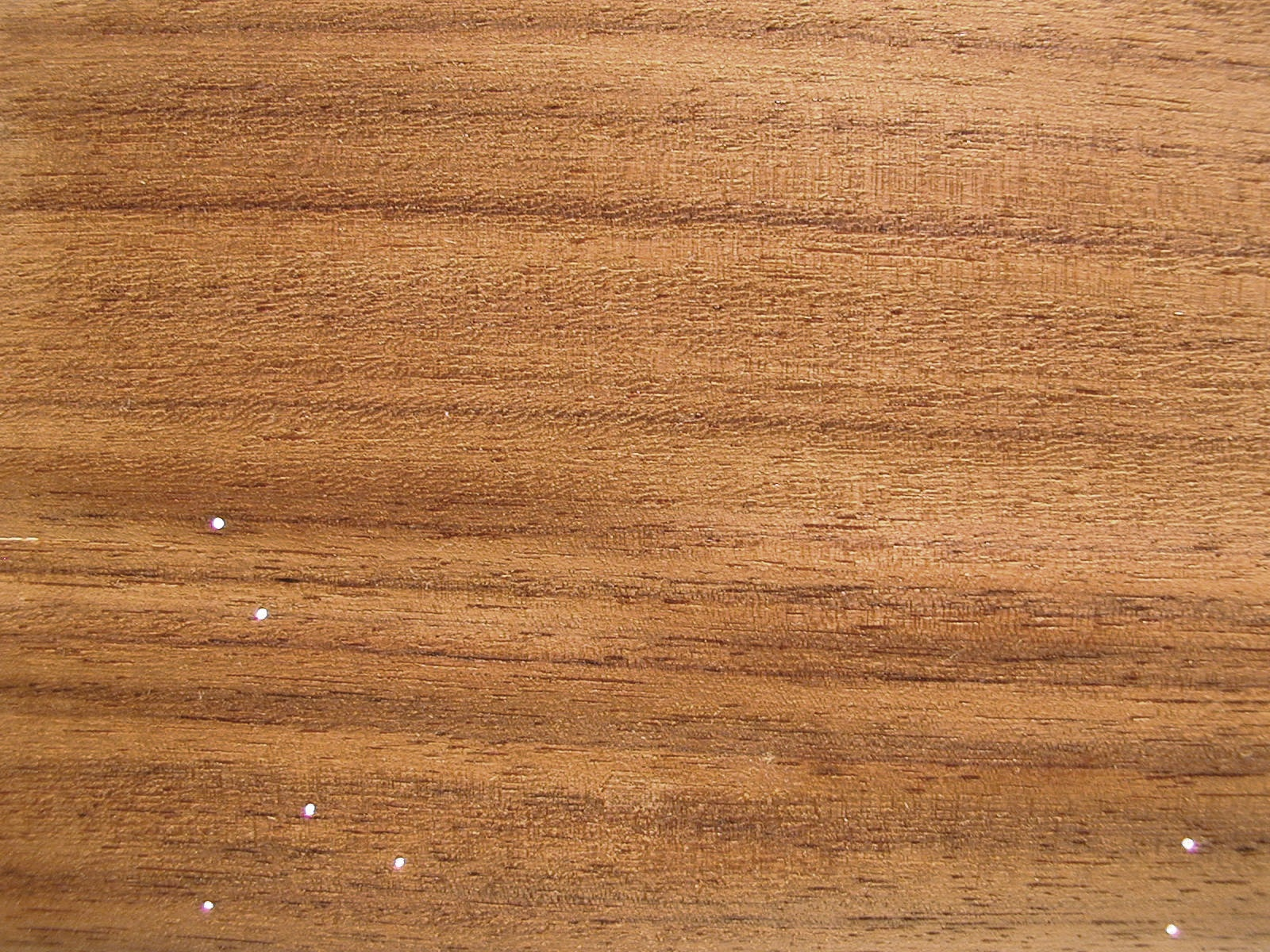
Indisch Palissander
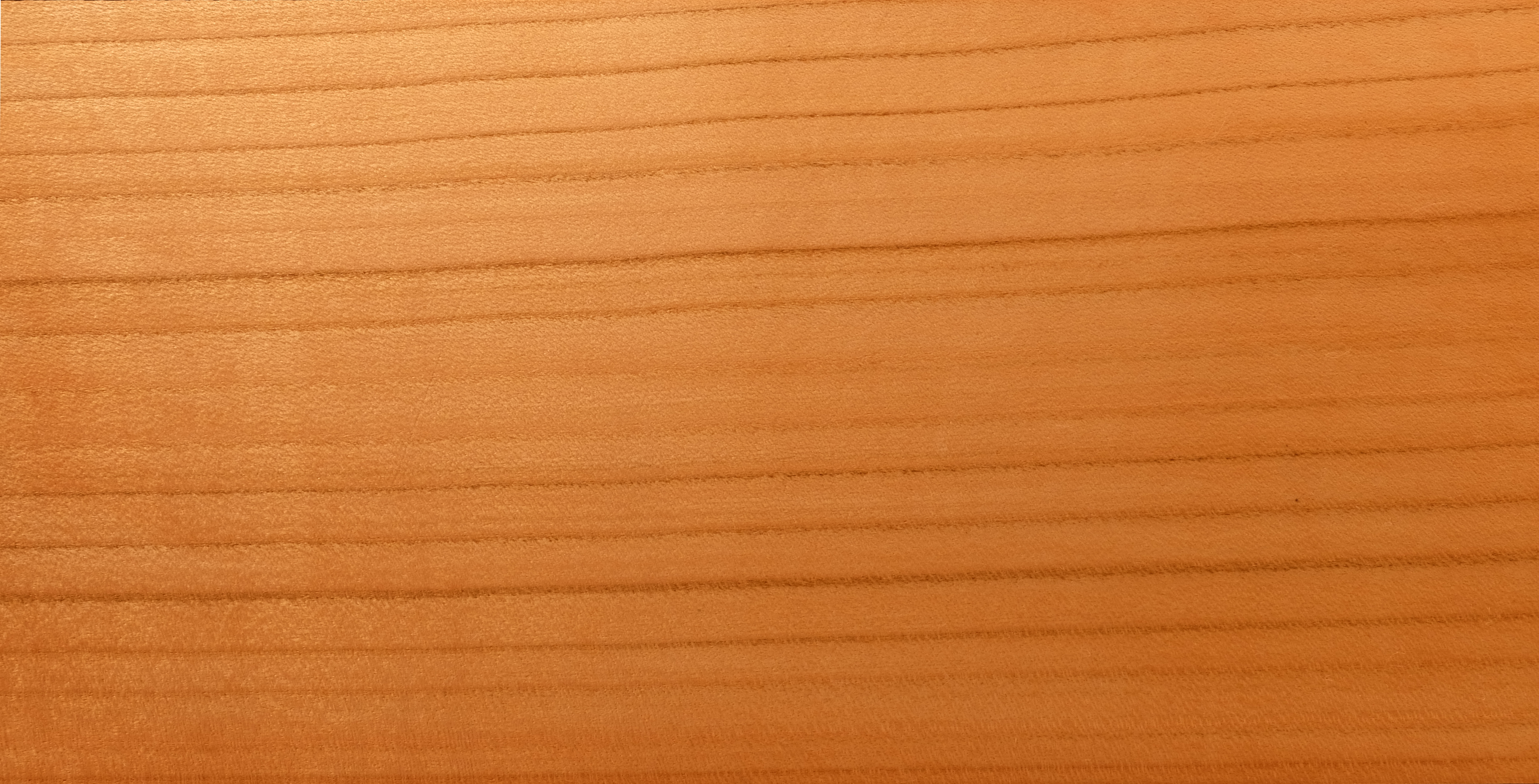
Kersen
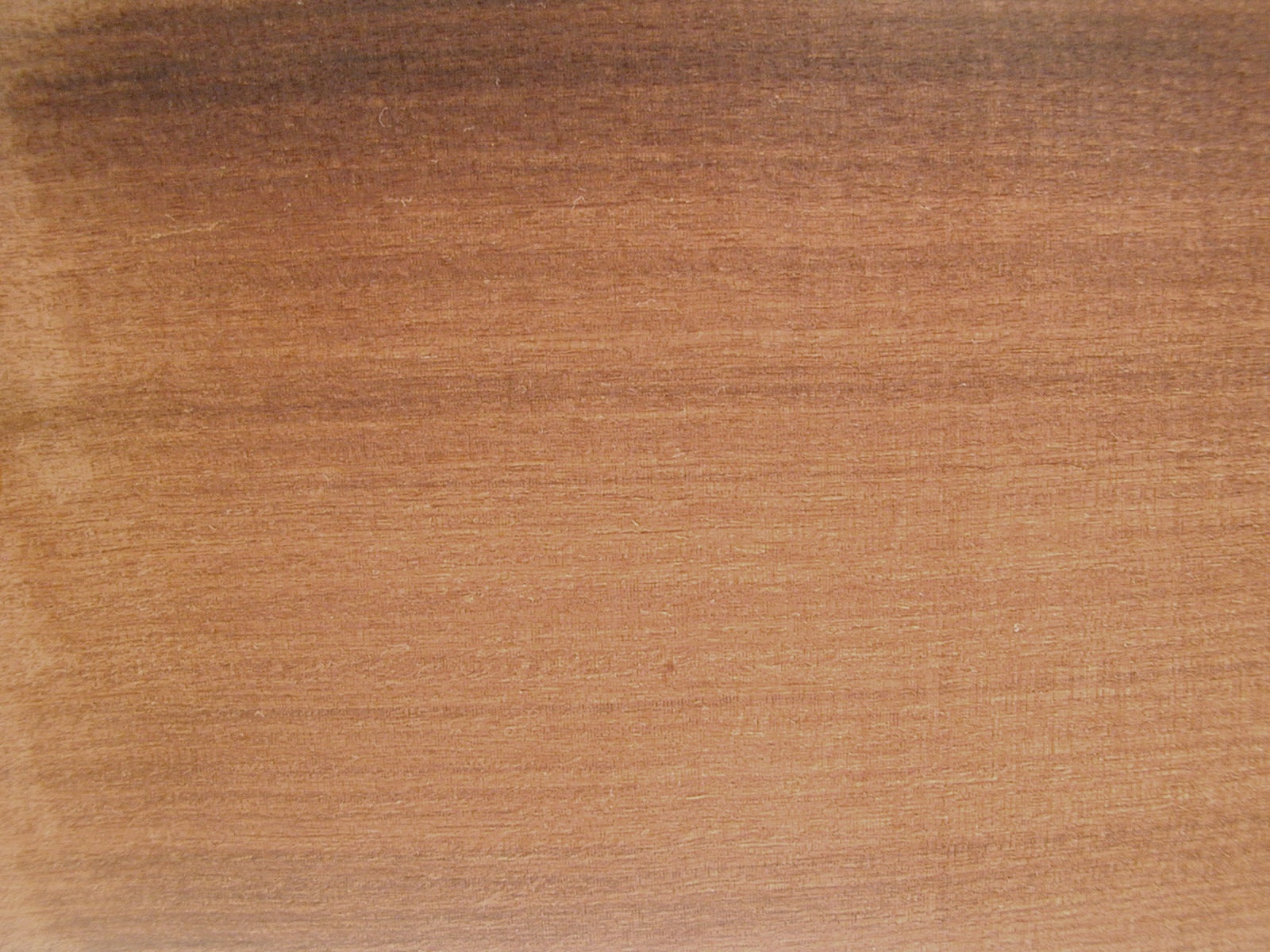
Mansonia
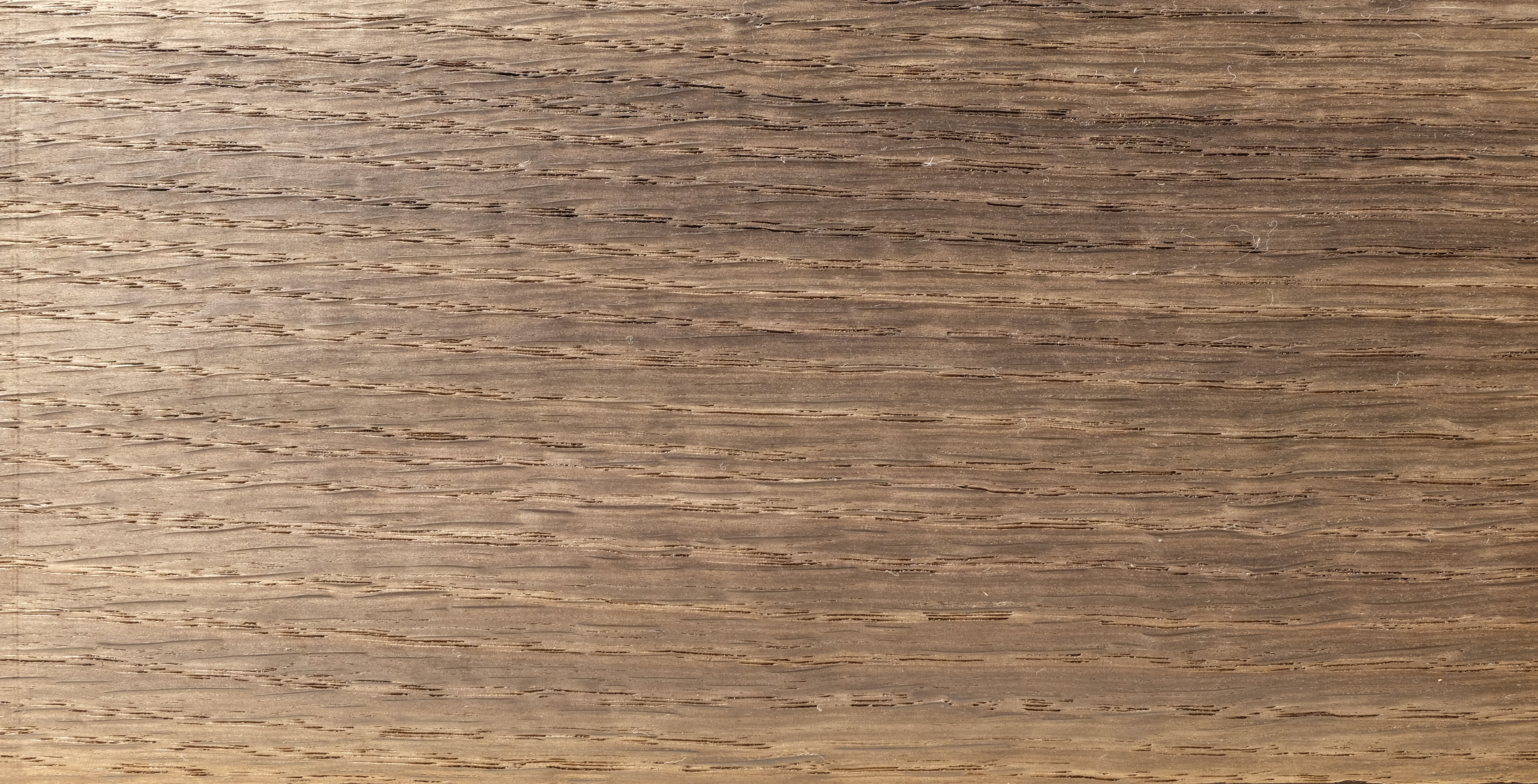
Veeneik
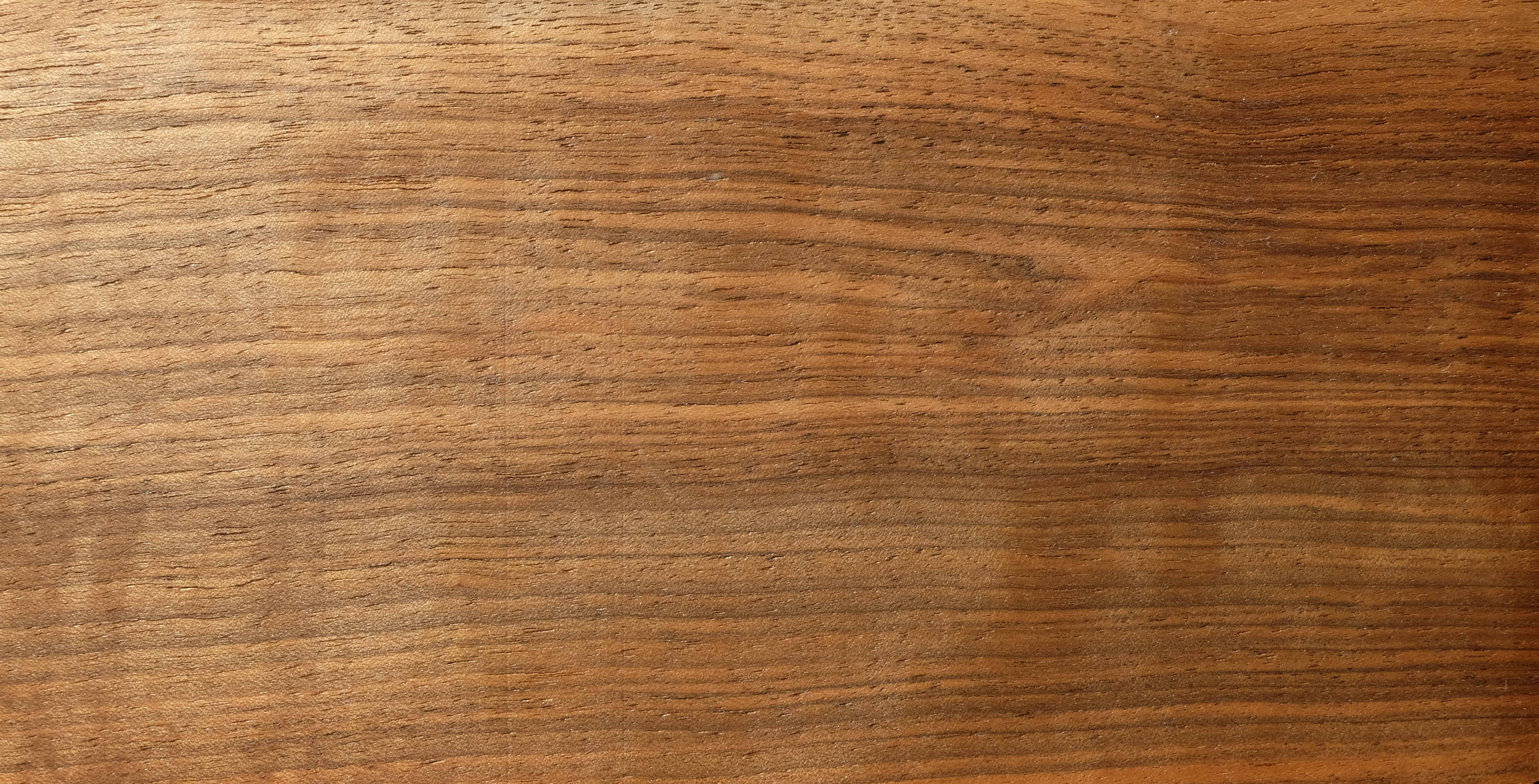
Noten
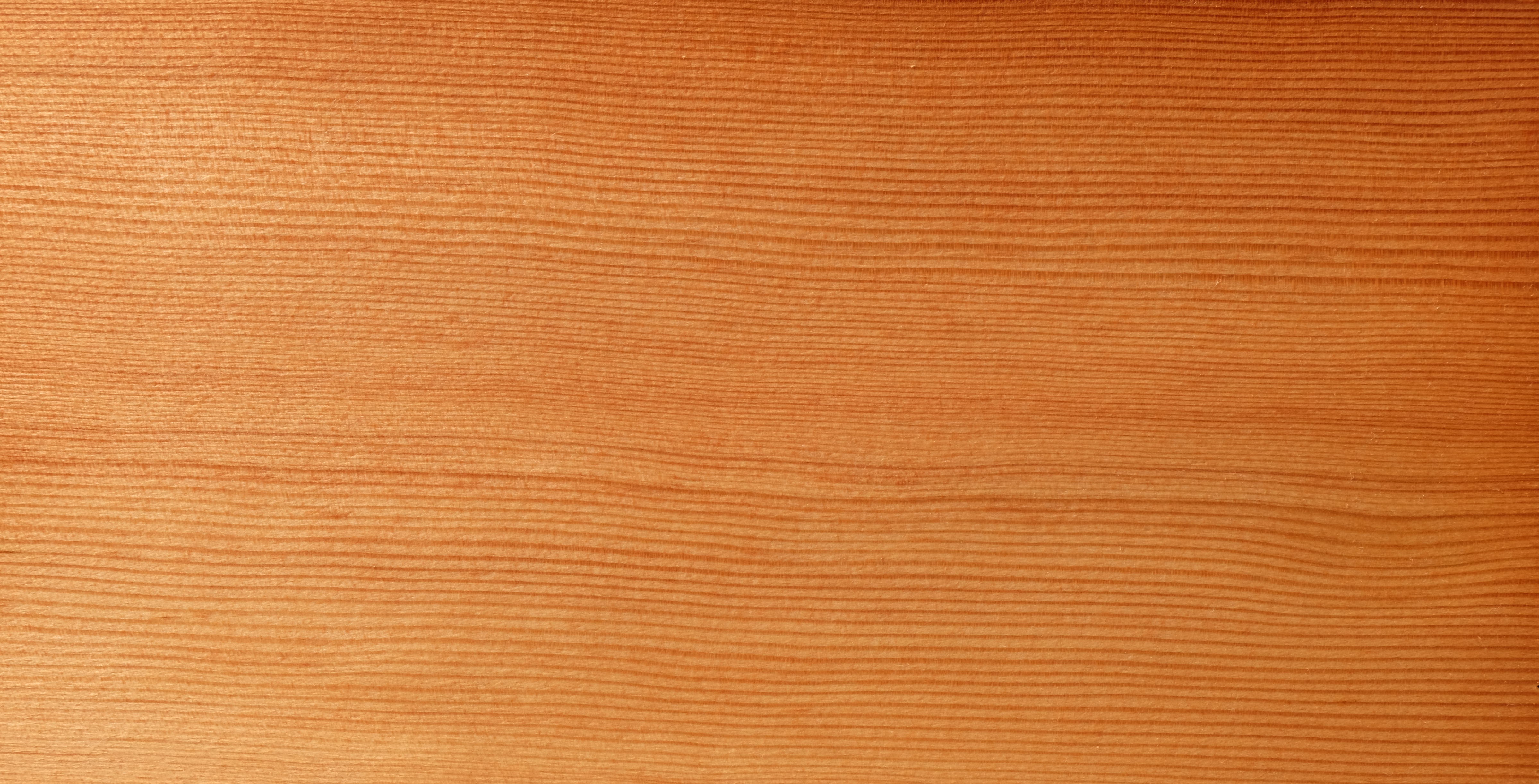
Oregon pine
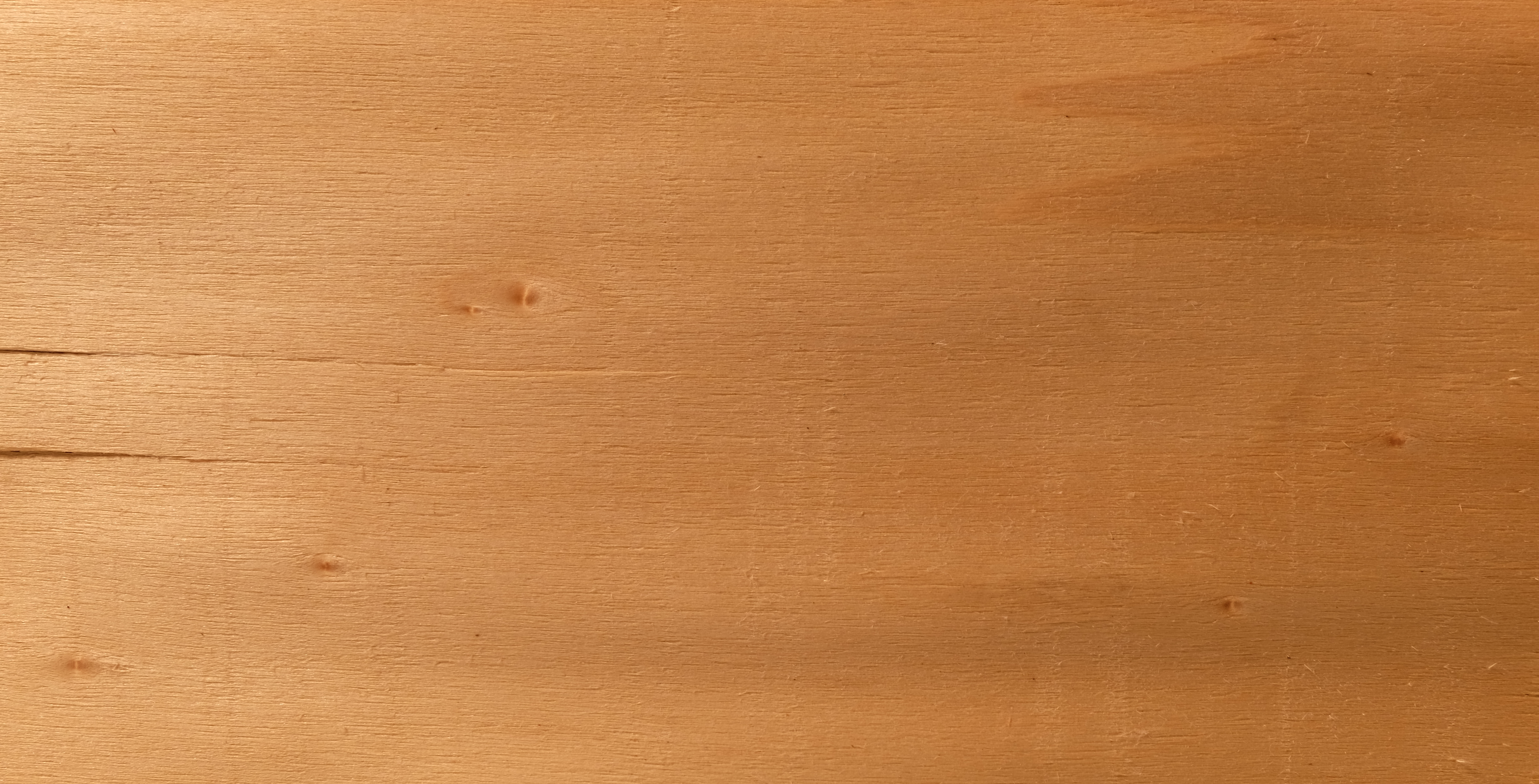
Populieren
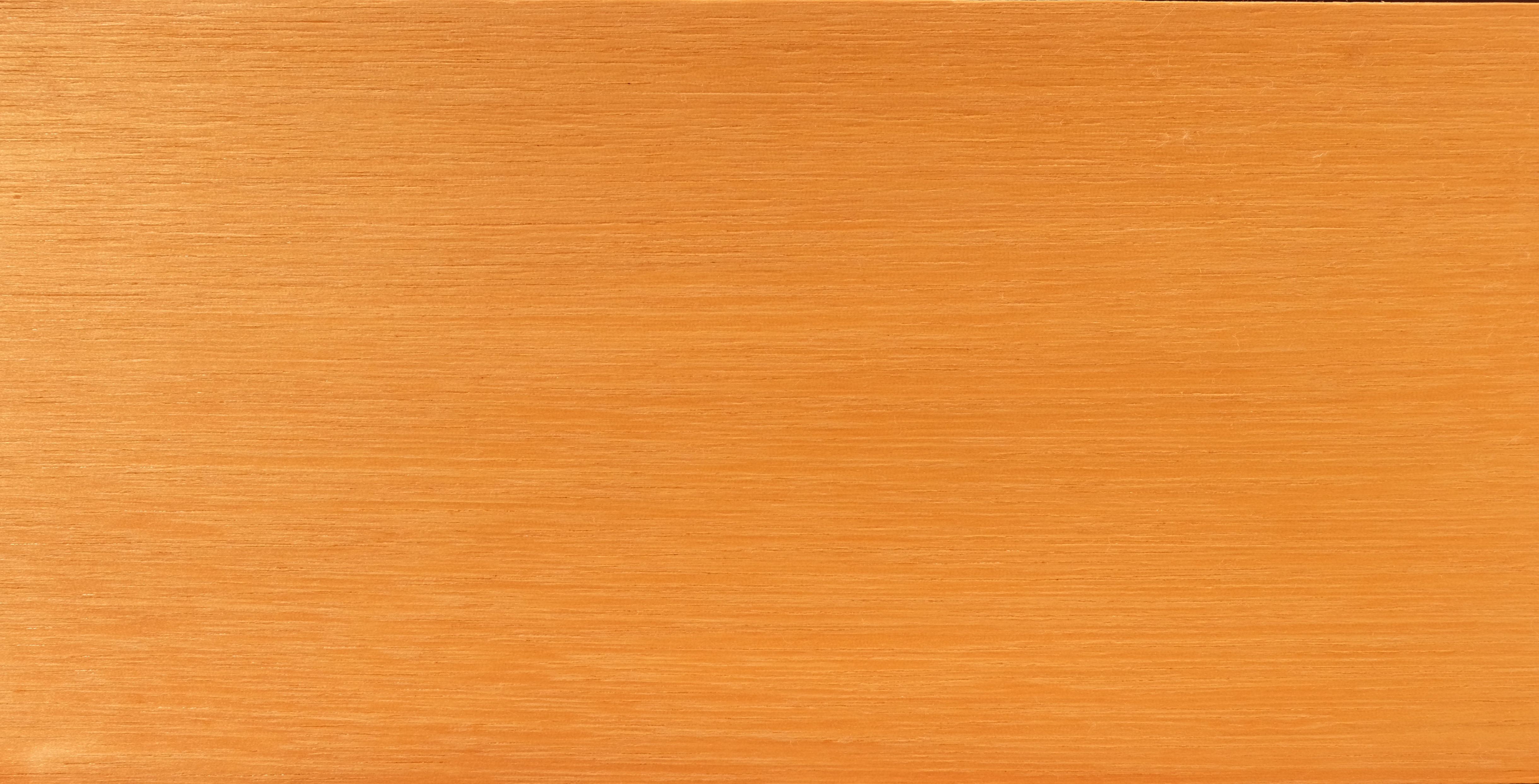
Ramin
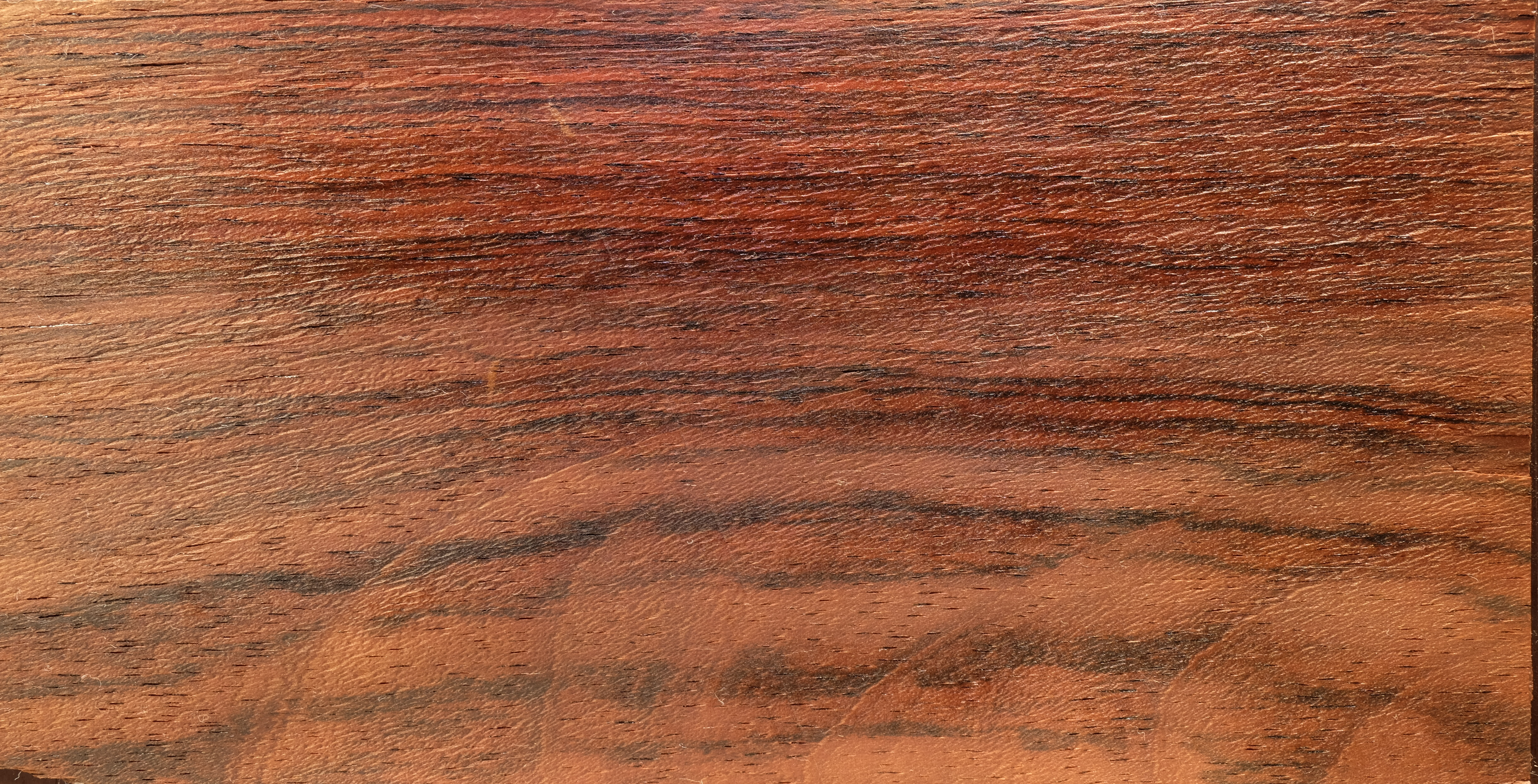
Rio-Palissander
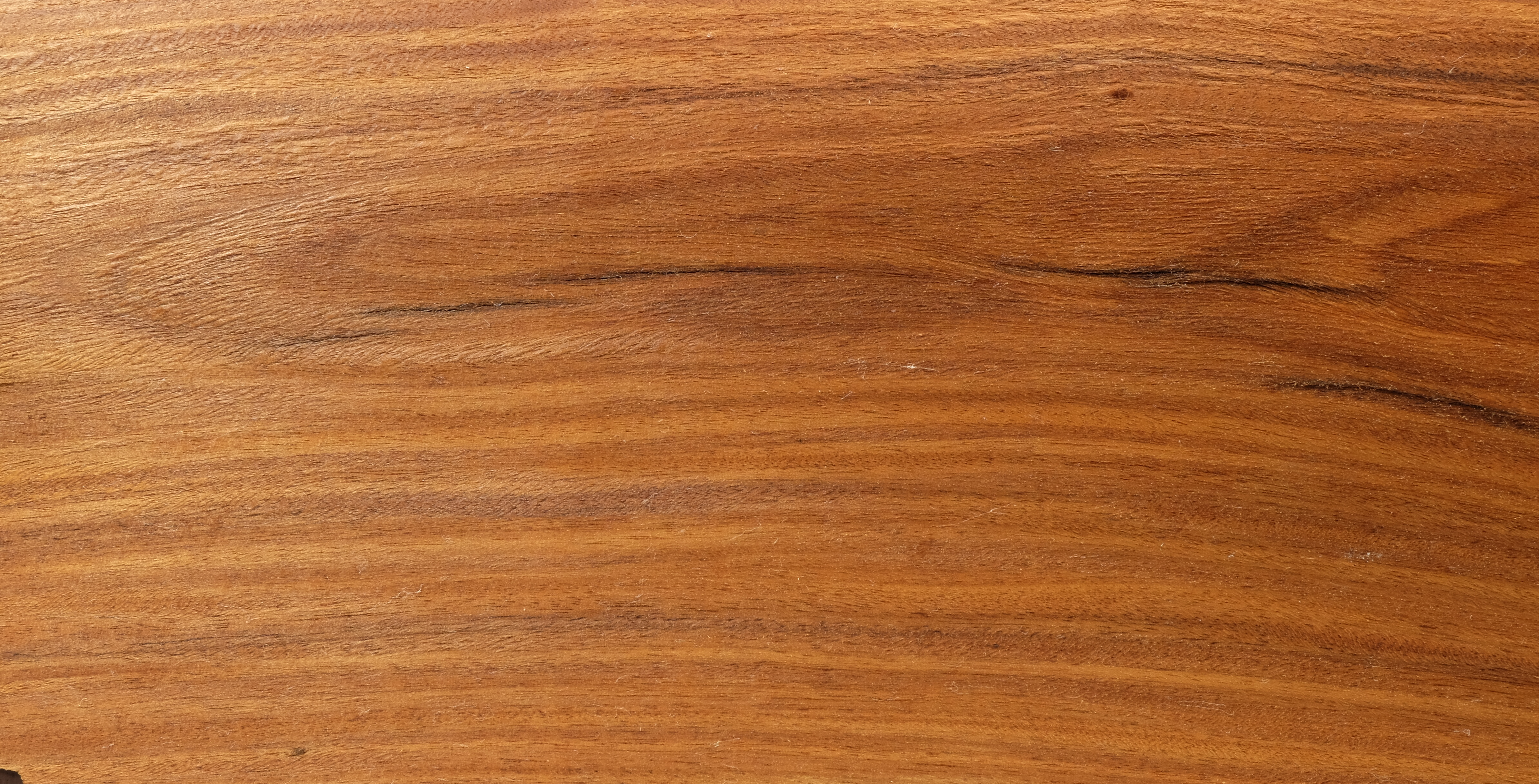
Santos Palissander
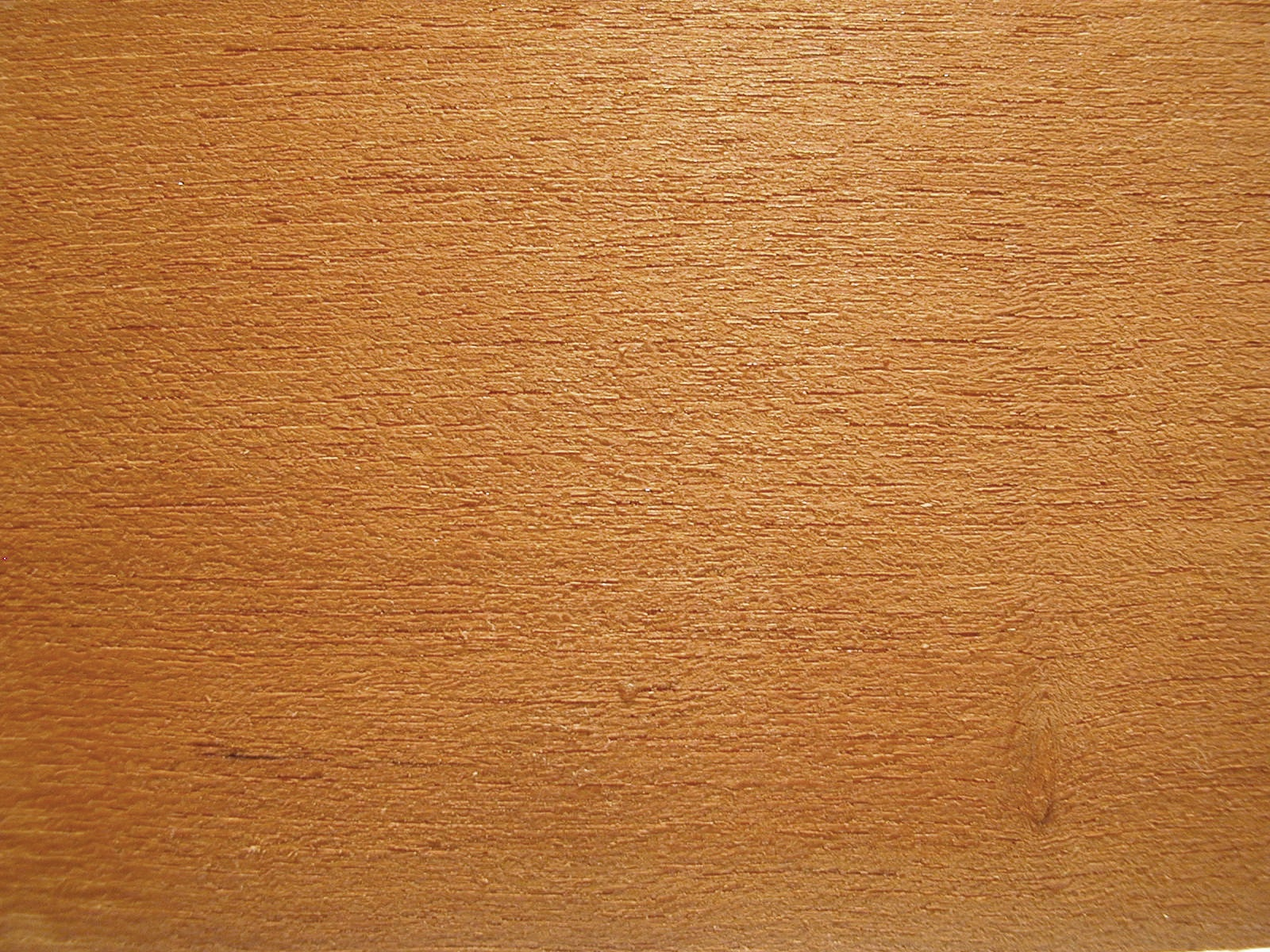
Teak
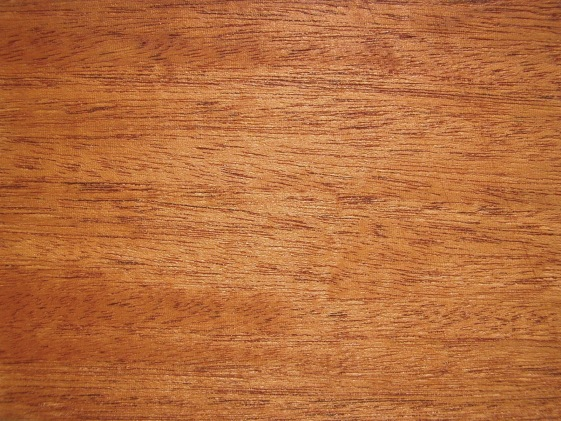
Mahonie
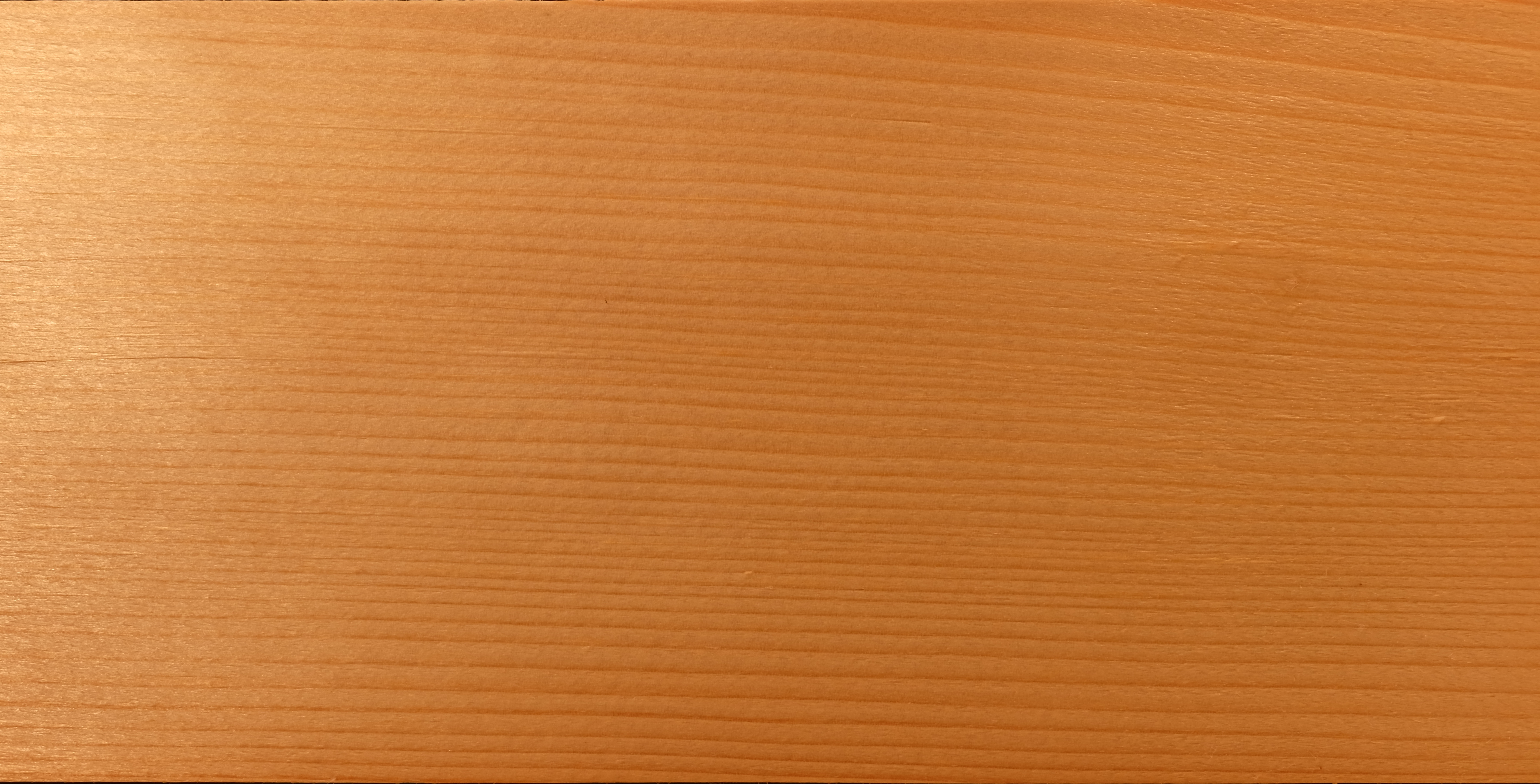
Vuren
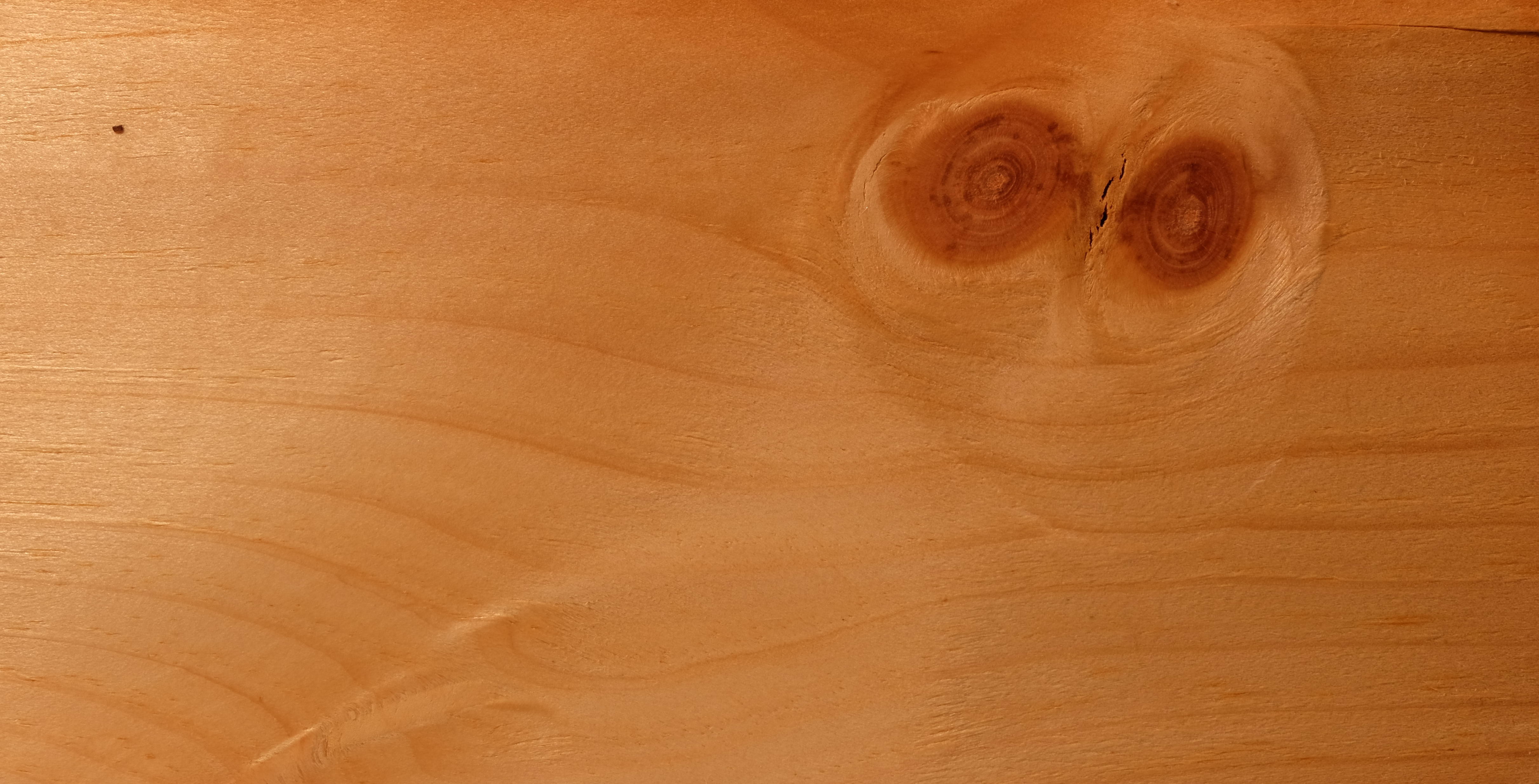
Weymouth pine
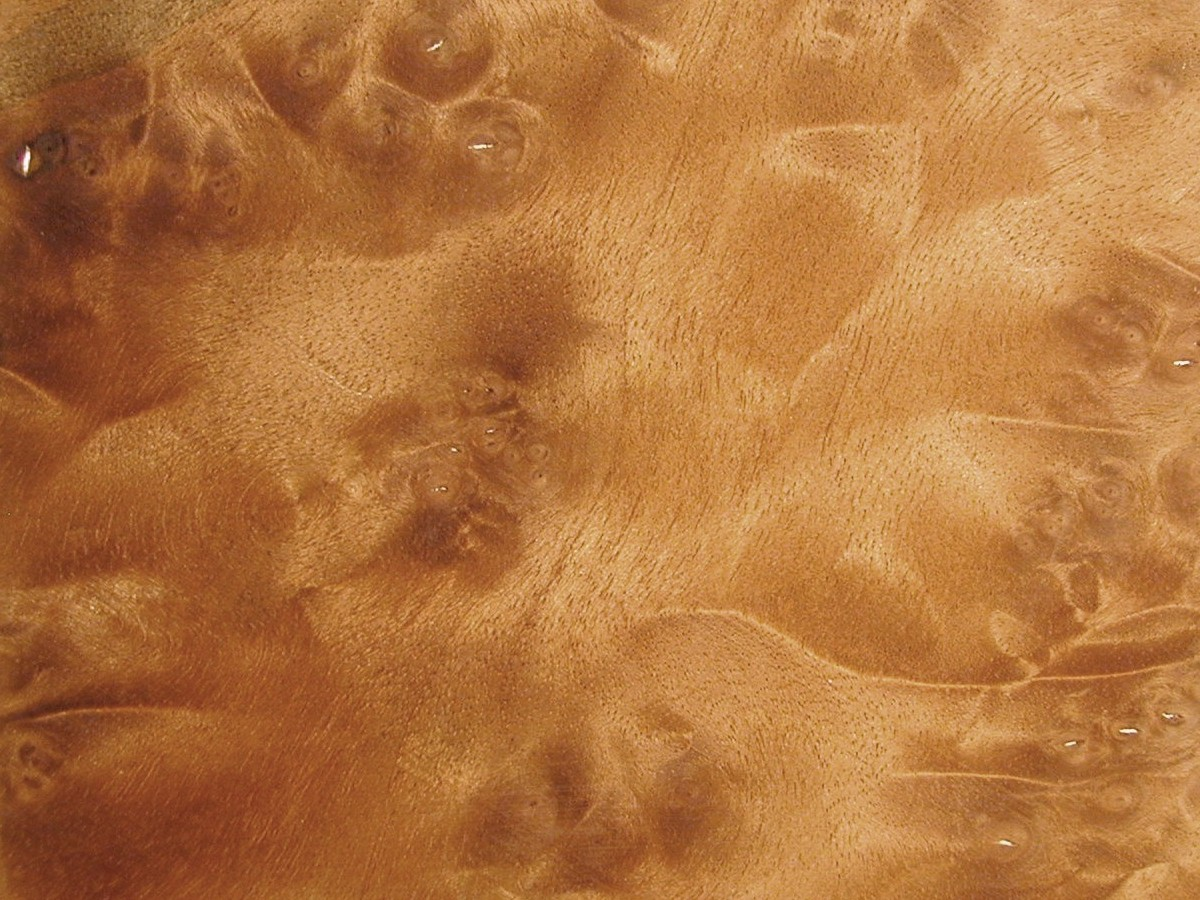
Wortelnoten
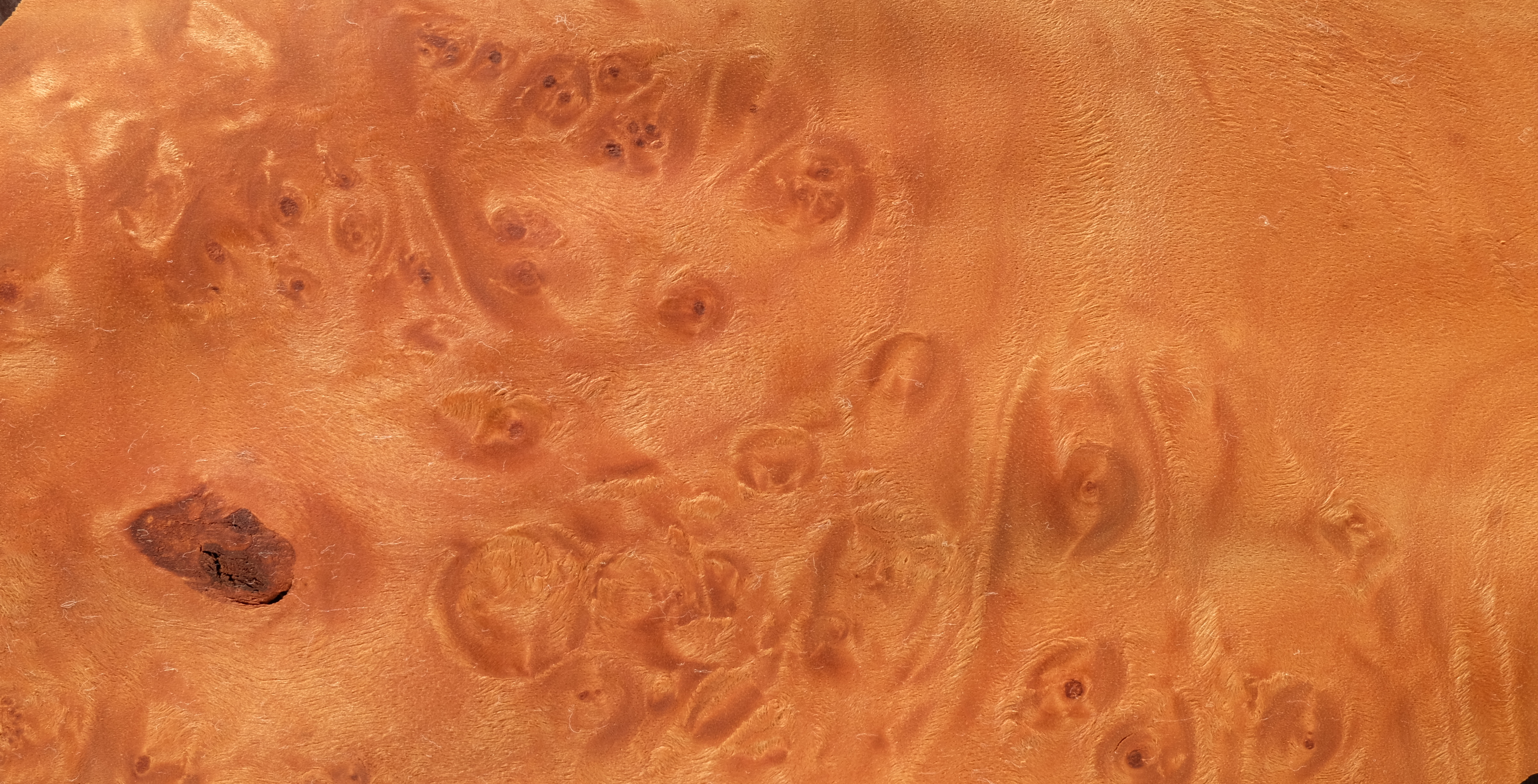
Wortelesdoorn
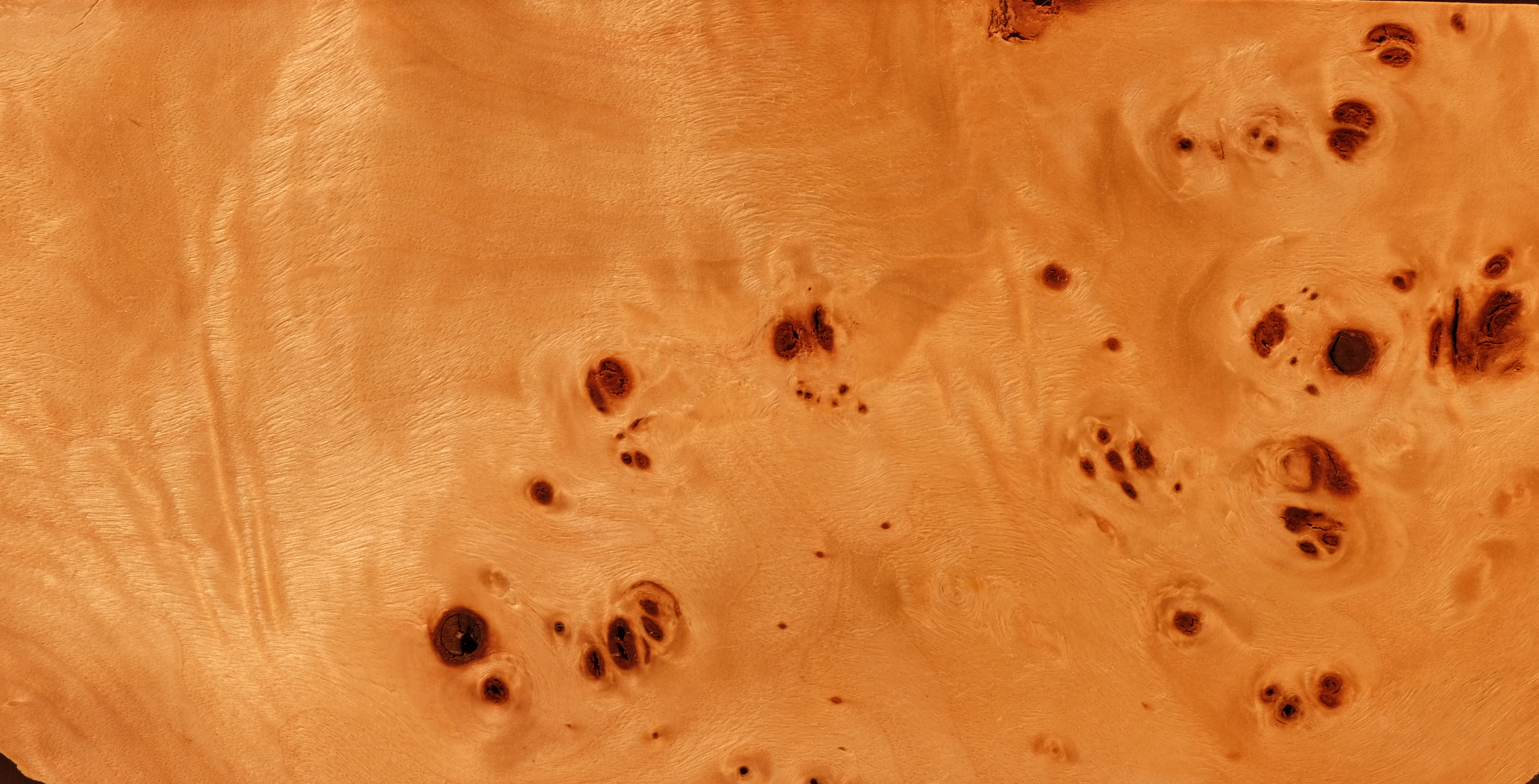
Mappa (wortelpopulieren)
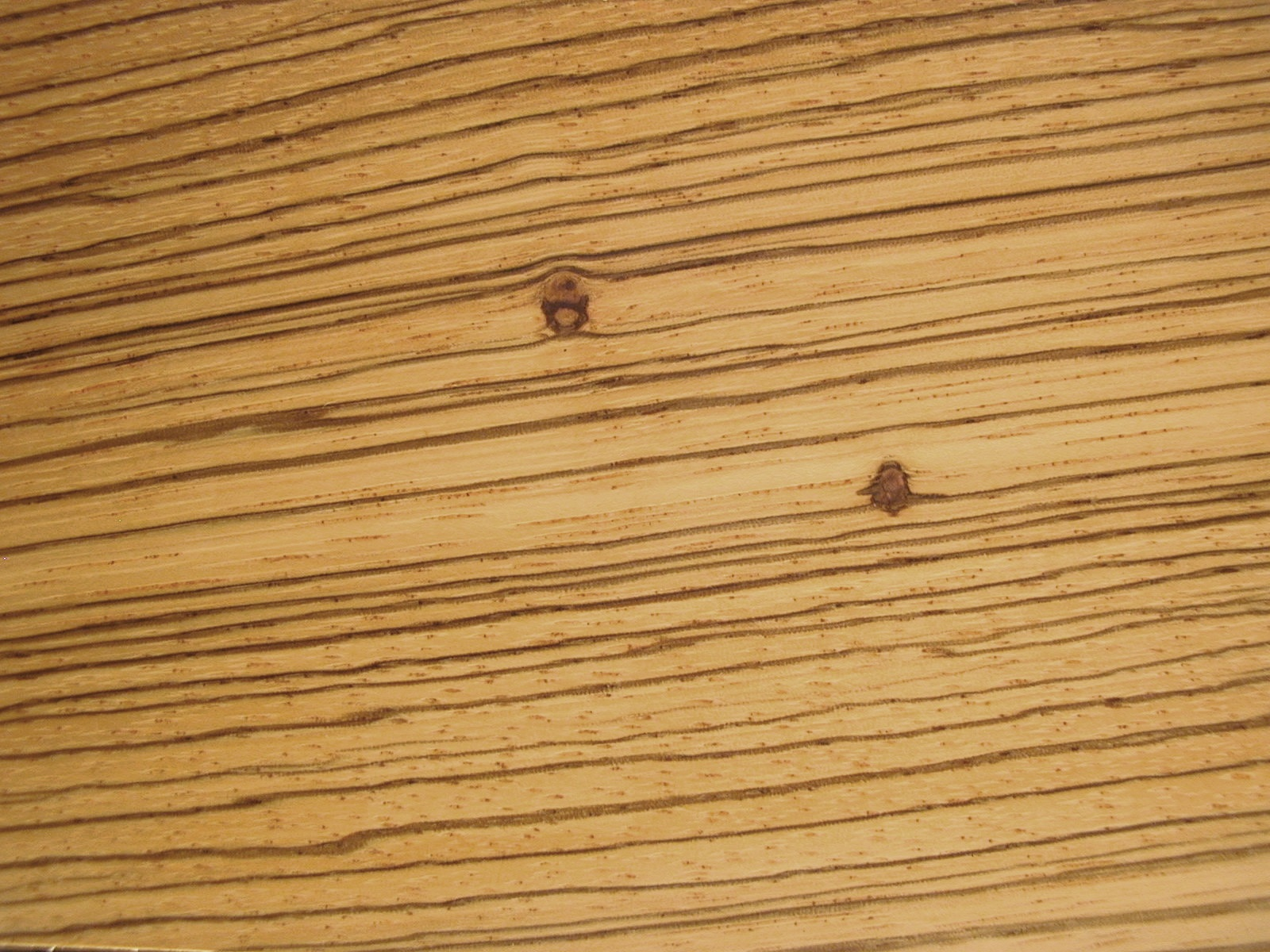
Zebrano
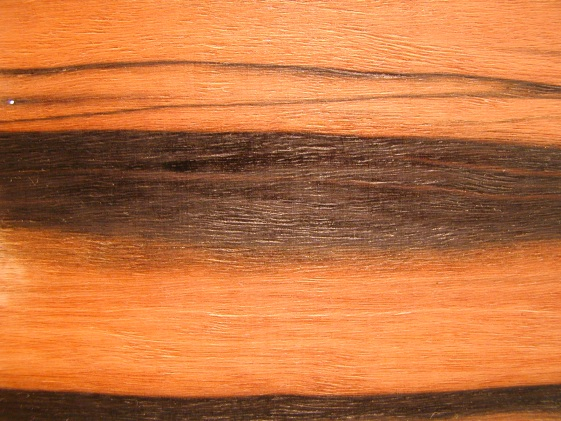
Coromandel
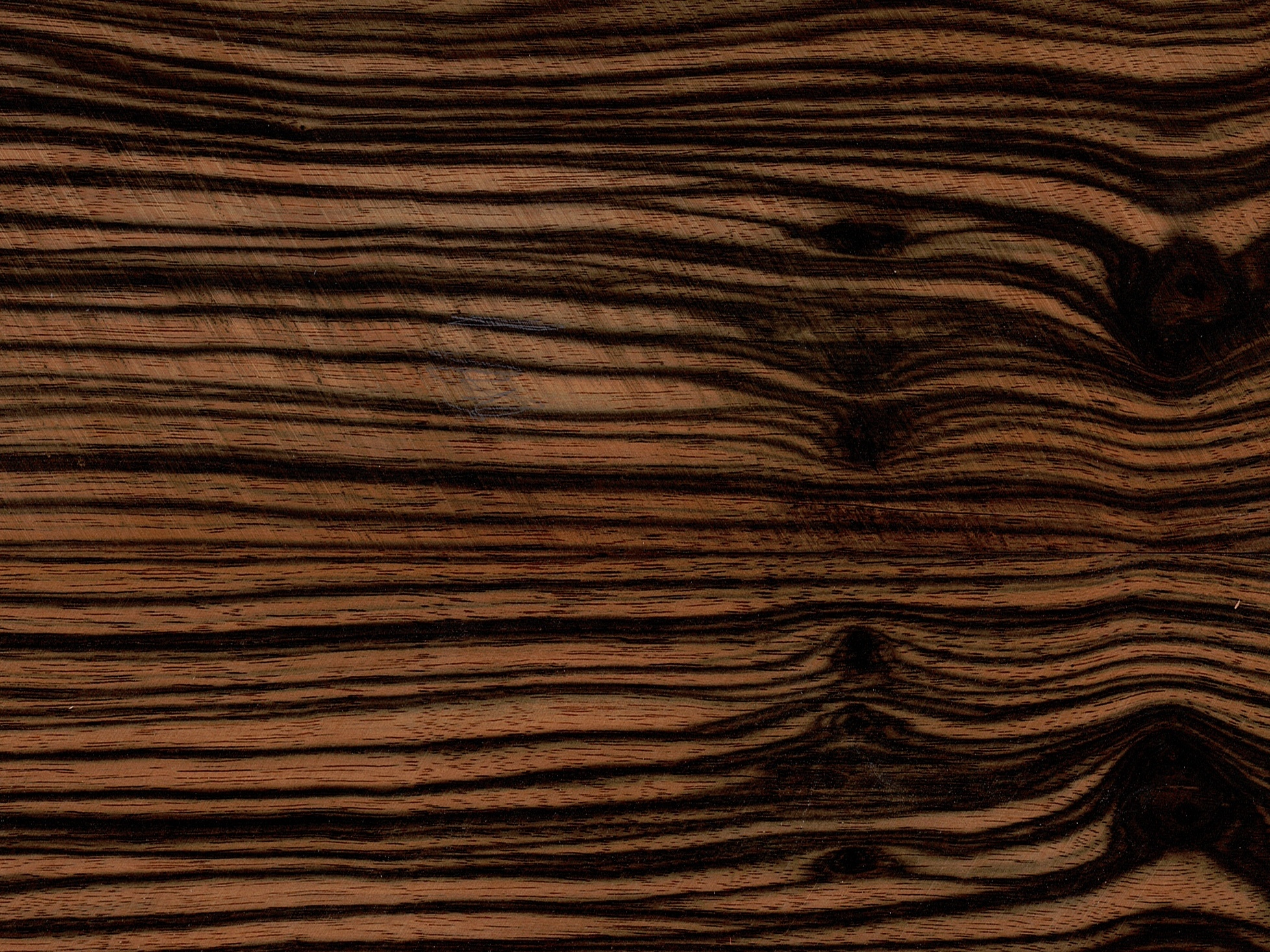
Coromandel